# Socialistische Partij Anders
Socialistische Partij – Anders (zkráceně sp.a, česky Socialistická strana - jinak) je belgická vlámská sociálně demokratická strana.
Za počátek strany můžeme považovat rok 1978, kdy došlo k rozdělení původní Belgické socialistické strany na její vlámskou a valonskou část. Už od počátku 70. let 20. století však měla ale obě národnostní křídla strany značnou autonomii. Byla poslední ze tří největších belgických uskupení, u nichž došlo k rozdělení podle národnostní linie.
Jedná se o jednu z předních vlámských politických stran, nicméně postavení socialistů ve Vlámsku bylo vždy mnohem slabší ve srovnání s více průmyslovým Valonskem. Po rozdělení byla na rozdíl od svého valonského protějšku nucená orientovat se i více jako národní strana hájící vlámské zájmy. Další odlišnost spočívala i ve vyšším zastoupení katolíků mezi jejími voliči, což mělo v minulosti za následek i užší spolupráci s Křesťanskou lidovou stranou.
Podobně jako další belgické strany prodělali vlámští socialisté několik změn názvu své strany. Její původní název Belgická socialistická strana (Belgische Socialistische Partij) se v roce 1980 změnil na Socialistická strana (Socialistische Partij). V roce 2001 došlo k poslední změně názvu strany na nynější Socialistische Partij – Anders (Socialistická strana - jinak), který měl na ni odkazovat coby na alternativu.